# Чорбог (Восейський район)
Чорбо́г (тадж. Чорбоғ) — село у складі Хатлонської області Таджикистану. Входить до складу джамоату імені Мірзоалі Вайсова Восейського району.
Назва означає чотири сади. Колишня назва — Імамалі.
Населення — 4034 особи (2010; 4015 в 2009).
Через село проходить автошлях Р-25 Восе-Ховалінг.